# Campionato mondiale costruttori
Il Campionato mondiale costruttori ("World Manufacturers' Championship") è stata una competizione internazionale automobilistica organizzata dall'AIACR tra il 1925 ed il 1930. È l'antenato dell'odierno Campionato mondiale costruttori di Formula 1, ed è stato il primo campionato del mondo d'automobilismo organizzato nella storia delle corse.
Il titolo mondiale venne assegnato solo nelle prime tre stagioni perché poi negli anni 1928, 1929 e 1930 problemi di varia natura (tra cui la mancata accettazione delle regole stabilite dalla Formula Internazionale da parte di diversi organizzatori di Gran Premi e l'annullamento di alcune gare) impedirono il riconoscimento di validità del campionato.

## I punteggi
In questo campionato veniva premiato, a differenza della Formula 1, il costruttore che conquistava meno punti alla fine della stagione. L'assegnazione dei punti avveniva secondo la seguente tabella:
| Posizione                           | Punti |
| ----------------------------------- | ----- |
| 1ª posizione                        | 1     |
| 2ª posizione                        | 2     |
| 3ª posizione                        | 3     |
| Agli altri piazzamenti al traguardo | 4     |
| Ai piloti ritirati                  | 5     |
| Ai non partecipanti alla corsa      | 6     |

Nella stagione 1925, per avere i requisiti per l'assegnazione del titolo mondiale, i costruttori dovevano partecipare al Gran Premio d'Italia e al Gran Premio dei paesi di origine dei costruttori. In questa stagione la classifica finale fu rivista per irregolarità rispetto alla regola citata.
Nelle stagioni 1926 e 1927, oltre alla partecipazione al Gran Premio d'Italia, i costruttori dovevano partecipare ad almeno altri due gran premi.
Nelle stagioni dal 1928 al 1930, occorreva invece partecipare ad almeno tre gran premi a scelta; in queste tre stagioni il titolo non fu mai assegnato poiché non furono corsi abbastanza gran premi conformi al regolamento AIACR; questi eventi portarono alla decisione, da parte della stessa AIACR, di istituire il nuovo Campionato europeo di automobilismo a partire dalla stagione 1931.

## Albo d'oro

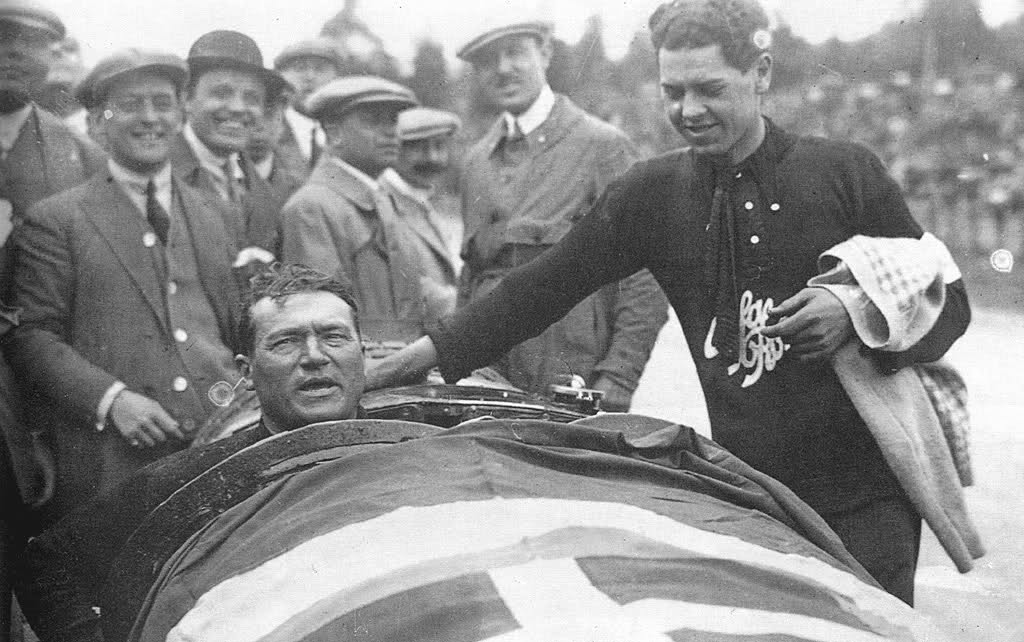
Antonio Ascari seduto nell'Alfa Romeo P2 dopo la vittoria conquistata al GP del Belgio a Spa-Francorchamps (il 28 giugno 1925). Al termine della stagione la casa di Arese si aggiudicò la prima edizione di questo campionato.

| Stagione | Vincitore     | Vittorie      | Punti         | Margine sul secondo (punti) | Gran Premi | Gran Premi | Gran Premi | Gran Premi | Gran Premi |
| -------- | ------------- | ------------- | ------------- | --------------------------- | ---------- | ---------- | ---------- | ---------- | ---------- |
| 1925     | Alfa Romeo    | 2             | 7             | 4                           | 500        | BEL        | FRA        | ITA        |            |
| 1926     | Bugatti       | 3             | 11            | 10                          | 500        | FRA        | ESP        | GBR        | ITA        |
| 1927     | Delage        | 4             | 10            | 13                          | 500        | FRA        | ESP        | ITA        | GBR        |
| 1928     | non assegnato | non assegnato | non assegnato | non assegnato               | 500        | ITA        |            |            |            |
| 1929     | non assegnato | non assegnato | non assegnato | non assegnato               | FRA        |            |            |            |            |
| 1930     | non assegnato | non assegnato | non assegnato | non assegnato               | BEL        |            |            |            |            |